# دوین تامپسون

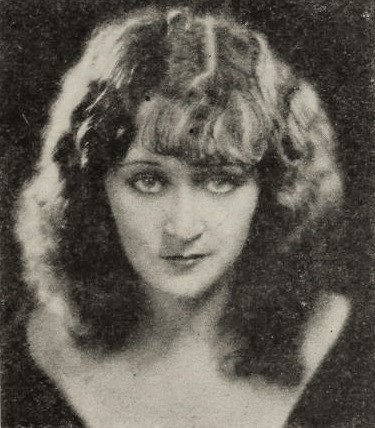

دوین تامپسون (متولد لورا دوان مالونی؛ ۲۸ ژوئیه ۱۹۰۳ – ۱۵ اوت ۱۹۷۰) بازیگر آمریکایی در دوران فیلم صامت هالیوود بود. زمانی که تاکیز فیلم‌های صامت را به حاشیه فرستاد، قبل از اینکه به درام رادیویی برود، مدتی در تئاتر کار کرد. او دو بار با کمدین بادی واتلز و تهیه‌کننده رادیو ویلیام تی جانسون ازدواج کرد. پخش افتتاحیه نقش رادیویی او از هتل هالیوود منجر به پیشنهاد در سال ۱۹۳۷ برای بازی در فیلم هتل هالیوود شد. پس از آن فیلم، او با همسر دومش، تهیه‌کننده ویلیام جانسون، به کار خود در رادیو بازگشت. او اغلب به عنوان اپراتور تابلو انتخاب می‌شد.

## فیلم‌شناسی
- Some Pun'kins (1925)
- The Mysterious Stranger (1925)
- April Fool (1926)
- The Lodge in the Wilderness (1926)
- College Days (1926)
- Husband Hunters (1927)
- Long Pants (1927)
- The Silent Avenger (1927)
- The Desert Pirate (1927)
- One Hour of Love (1927)
- Her Summer Hero (1928)
- The Fightin' Redhead (1928)
- The Flyin' Buckaroo (1928)
- Wizard of the Saddle (1928)
- Phyllis of the Follies (1928)
- The Price of Fear (1928)
- Phantom of the Range (1928)
- Beauty and Bullets (1928)
- Born to the Saddle (1929)
- Slim Fingers (1929)
- The Tip Off (1929)
- Voice of the City (1929)
- Hollywood Hotel (1937)